# Qazaqstan Kubogy 2002
La Qazaqstan Kubogy 2002 è stata l'11ª edizione della Coppa del Kazakistan. Il torneo è iniziato il 1º maggio 2002 e si è concluso il 17 novembre successivo.

## Primo turno
| Squadra 1                 | Totale | Squadra 2 | Andata | Ritorno |
| ------------------------- | ------ | --------- | ------ | ------- |
| 1º maggio / 9 maggio 2002 |        |           |        |         |
| Batır                     | 3 - 2  | Taraz     | 0 - 0  | 3 - 2   |
| Dostyq                    | 1 - 2  | Jetisý    | 1 - 2  | 0 - 0   |
| Ekibastuz                 | -      | Kaspıı    | 2 - 2  | n.d.    |

## Ottavi di finale
| Squadra 1                  | Totale | Squadra 2         | Andata | Ritorno     |
| -------------------------- | ------ | ----------------- | ------ | ----------- |
| 15 giugno / 28 giugno 2002 |        |                   |        |             |
| Elimaı                     | 0 - 3  | Aqtóbe-Lento      | 0 - 2  | 0 - 1       |
| Batır                      | 3 - 4  | Qaisar            | 2 - 1  | 1 - 3 (dts) |
| Esil Kókshetaý             | 3 - 4  | Jetisý            | 0 - 0  | 0 - 3       |
| Ertis                      | 6 - 1  | Vostok Óskemen    | 4 - 0  | 2 - 1       |
| Tobyl                      | 0 - 3  | Qairat            | 0 - 1  | 0 - 2       |
| Jeñis                      | 4 - 3  | Atyrau            | 4 - 1  | 0 - 2       |
| Kaspıı                     | 6 - 0  | CSKA Almaty       | 4 - 0  | 2 - 0       |
| Esil-Bogatyrʹ              | 2 - 5  | Shahter Qaraǵandy | 0 - 1  | 2 - 4       |

## Quarti di finale
| Squadra 1                    | Totale      | Squadra 2         | Andata | Ritorno |
| ---------------------------- | ----------- | ----------------- | ------ | ------- |
| 27 ottobre / 4 novembre 2002 |             |                   |        |         |
| Ertis                        | 6 - 1       | Jetisý            | 3 - 0  | 3 - 1   |
| Aqtóbe-Lento                 | 1 - 1 (gfc) | Qairat            | 1 - 1  | 0 - 0   |
| Jeñis                        | 2 - 0       | Qaisar            | 2 - 0  | 0 - 0   |
| Kaspıı                       | 0 - 11      | Shahter Qaraǵandy | 0 - 6  | 0 - 5   |

## Semifinali
| Squadra 1                     | Totale | Squadra 2 | Andata | Ritorno |
| ----------------------------- | ------ | --------- | ------ | ------- |
| 8 novembre / 12 novembre 2002 |        |           |        |         |
| Qairat                        | 1 - 2  | Ertis     | 1 - 0  | 0 - 2   |
| Shahter Qaraǵandy             | 2 - 3  | Jeñis     | 0 - 0  | 2 - 3   |

## Finale
| Arbitro: | Caregradskïý (Semipalatinsk) |

|               |           |  |
| Tlechugov 61’ | Marcatori |  |